# Sydslesvig
Sydslesvig (tysk Südschleswig eller Landesteil Schleswig) er et område i det nordlige Tyskland mellem den dansk-tyske grænse, Ejderen og Levenså, med de nordfrisiske øer. Sydslesvig har en befolkning på omkring 500.000 og udgør ca. en femtedel af indbyggerne i delstaten Slesvig-Holsten. Det danske mindretal i Sydslesvig (danske sydslesvigere) udgør cirka 50.000. Ved siden af højtysk tales der plattysk, dansk (herunder sønderjysk) og nordfrisisk. Regionens største by er Flensborg.

## Historie
Sønderjylland blev i middelalderen til Hertugdømmet Slesvig, som til 1864 var et dansk len inden for det danske monarki (personalunion). Efter den 2. Slesvigske Krig blev Slesvig sammen med Holsten indlemmet i Preussen og cirka 200.000 dansksindede i Slesvig kom under tysk herredømme .
Før 1920 blev navnet Sydslesvig især brugt om den sydligste tredjedel af Slesvig, hvor der ikke mere blev talt dansk. Området omkring Flensborg, Nibøl og Bredsted, hvor man mere eller mindre stadig talte dansk, blev kaldt Mellemslesvig. Området med dansk flertal nord for den senere grænse (undertiden inklusive Flensborg) blev kaldt Nordslesvig.
Efter afstemningen og grænsedragningen ved genforeningen i 1920 kom Nordslesvig til Danmark, mens Sydslesvig blev ved Tyskland. Der opstod et stort tysk mindretal nord for grænsen og et lille dansk mindretal med op til 20.000 medlemmer syd for grænsen. Efter afslutningen af 2. verdenskrig i 1945 fik det danske mindretal i Sydslesvig stor tilslutning samtidig med en enorm tilstrømning af flygtninge fra de tyske østområder. Den danske regering og Folketinget afviste dog en genforening med Danmark, selvom briterne tilbød den danske regering en mulig grænserevision i septembernoten 1946. De danske sydslesvigere og de nationale frisere ønskede som minimum en adskillelse af Sydslesvig fra Holsten, som heller ikke blev realiseret. Kommunalvalget i 1946 viste dansk flertal blandt den hjemmehørende befolkning, men efter nogle år mistede mindretallet en del af tilslutningen. Efter nogle år med national uro og repressalier enedes den danske og tyske regering i 1955 om København-Bonn-erklæringerne, som sikrede stabile tilstande for mindretallene i grænselandet.
I dag gælder enkelte bestemmelser i Jyske Lov stadig i Sydslesvig (og Femern), men ikke i Holsten.

## Navn og afgrænsning
Normalt bruges betegnelsen Sønderjylland i dag kun om området nord for den nuværende grænse (det samme som Nordslesvig), men især tidligere brugtes Slesvig og Sønderjylland som synonymer. I den nationale periode sidst i 1800-tallet foretrak danskerne det ældre navn Sønderjylland frem for Slesvig, der efter tysk mønster var dannet ud fra byen, hvor fyrsten havde sit sæde. Af praktiske grunde talte man dog ikke om Syd- og Nord-Sønderjylland, men Syd- og Nordslesvig. Fra tysk side holdt man fast i betegnelsen Slesvig, men foretrak Slesvig-Holsten. Også et område nord for grænsen kaldes Slesvig, nemlig Vestslesvig (eller Vesteregnen). Nord for grænsen omtaler man tit Sydslesvig som Slesvig.
Ærø og Femern tilhørte også hertugdømmet Slesvig, men hører ikke med til nutidens Sydslesvig.

## Økonomi
Sydslesvig er efter tyske forhold et struktursvagt område, der er præget af landbrug. Indtil afslutningen af den kolde krig spillede militæret en stor rolle. Der er en del turisme, både på øst- og vestkysten; men især øen Sild er præget af masseturisme.
Selv efter at Danmark blev medlem af EU, var de to arbejdsmarkeder på hver side af grænsen skarpt opdelt, men i de senere år, hvor der har været arbejdsløshed i Tyskland og mangel på arbejdskraft i Danmark, er pendling over grænsen blevet almindelig. Samtidig er kendskab til det danske sprog blevet udbredt uden for mindretallet.

## Sprog
Hverdagssproget i Sydslesvig er overvejende tysk, men der tales også dansk, nordfrisisk og nedertysk (plattysk). Historisk blev der talt dansk nord for Egernførde-Trene-Ejderen, sydgrænsen for danske stednavne. Ved vestkysten blev der også talt nordfrisisk. Senere vandt tysk frem, især under sprogskiftet i 1900-tallet. Dansk og nordfrisisk blev dermed til mindretalssprog - og til substrat til det fremrykkende tysk. Dialekterne som angeldansk og ejderstedfrisisk forsvandt. På Flensborg-egnen opstod der med Petuh et dansk-tysk blandingssprog.
I det danske kultursamfund i Sydslesvig udviklede sig i 1900-tallet en rigsdansk variant, som er påvirket af det omgivende nordtyske hverdagssprog (sydslesvigdansk).

## Geografi
Vigtige byer i Sydslesvig er:
- Arnæs (tysk: Arnis)
- Bredsted (tysk: Bredstedt)
- Egernførde (tysk: Eckernförde)
- Flensborg (tysk: Flensburg)
- Frederiksstad (Friedrichstadt)
- Rendsborg (tysk: Rendsburg; er historisk både blevet regnet med til Holsten og Slesvig)
- Husum
- Kappel (tysk: Kappeln)
- Lyksborg (tysk: Glücksburg)
- Læk (tysk: Leck)
- Nibøl (tysk: Niebüll)
- Slesvig (tysk: Schleswig)
- Tønning (tysk: Tönning)

Sydslesvigske øer (i Nordfrisland):
- Amrum (nordfrisisk: Oomram)
- Før (tysk: Föhr, nordfrisisk: Feer)
- Helgoland (nordfrisisk: Deät Lun)
- Nordstrand (nordfrisisk: di Ströön)
- Pelvorm (tysk: Pellworm)
- Sild (tysk: Sylt, nordfrisisk: Söl)

For en oversigt over stednavne på dansk, tysk og frisisk se Slesvigske stednavne.
Sydslesvig omfatter flere administrative enheder:
- Slesvig-Flensborg amt (tysk: Kreis Schleswig-Flensburg)
- Nordfrisland amt (tysk: Kreis Nordfriesland)
- Flensborg by (tysk: Kreisfreie Stadt, by uden for amterne)
- den nordlige halvdel af Rendsborg-Egernførde amt (tysk: Kreis Rendsburg-Eckernförde)
- de nord for Kielerkanalen beliggende bydele af Kiel by (tysk: Kreisfreie Stadt, by uden for amterne) såsom Holtenå
- øen Helgoland som del af Pinneberg amt (tysk: Kreis Pinneberg)

Region Sønderjylland/Schleswig er et samarbejdsforum der omfatter Slesvig-Flensborg amt, Nordfrislands amt og Flensborg by sammen med Region Syddanmark og de fire kommuner i den danske del af Sønderjylland.